# Airbus A330
Airbus A330 – szerokokadłubowy samolot pasażerski używany w lotach komercyjnych na średnich i długich dystansach o dużej ładowności, produkowany przez koncern Airbus. Zaprojektowany równocześnie z czterosilnikowym A340.

## A330-200/300
Airbus A330 został opracowany na początku lat 90. równolegle z Airbus A340 na bazie tego samego kadłuba. Prototyp oblatano 2 listopada 1992 roku, wersję A330-200 oblatano 13 sierpnia 1997 r. Konstrukcja skrzydeł A330 jest identyczna z A340, a różnica tkwi w zastosowaniu dwóch silników. A340 ze względu na większą masę ma dodatkową goleń podwozia. Projekt oparty jest na Airbusie A300, a system awioniki pochodzi z A320. Pilot kieruje ruchami maszyny poprzez system fly by wire (poprzez komputer).
Liczba pasażerów zależy od konfiguracji foteli. Producent proponuje wersję z trzema klasami – 295 siedzeń. W opcji z dwiema klasami przewidziano 335 foteli. Pierwszym odbiorcą samolotu w wersji A330-300 były linie Air Inter (obecnie Air France) w 1994 roku. 19 lipca 2013 Airbus dostarczył tysięczny egzemplarz A330 przeznaczony dla Cathay Pacific. W 2013 cena jednego samolotu wynosiła około 216 milionów USD za wersje A330-200, 219 mln za -200F i 239 milionów USD za A330-300.

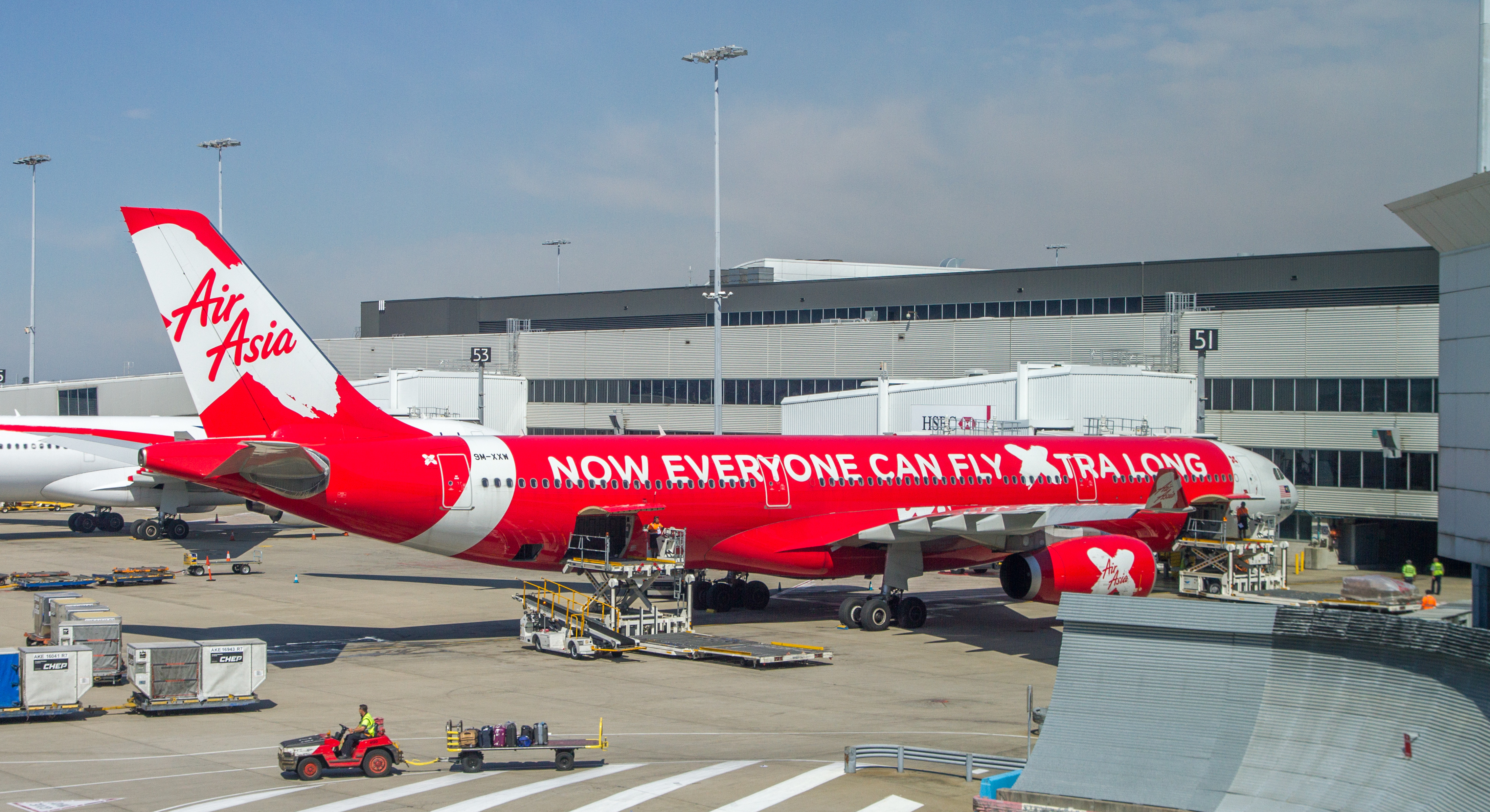
Airbus A330-300 linii AirAsia X

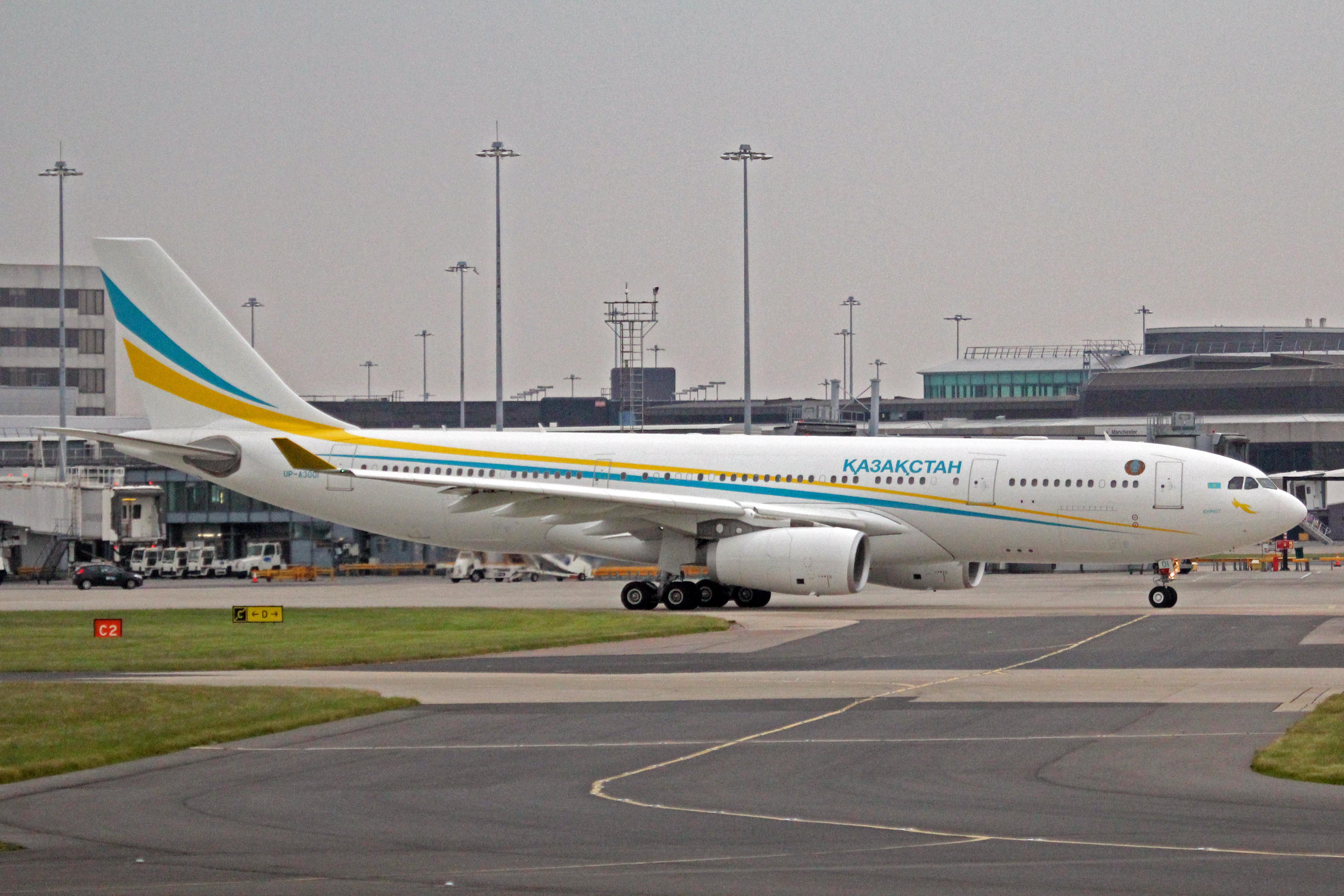
Airbus A330-200 Prestige w malowaniu Sił Powietrznych Republiki Kazachstanu

Pierwsze A330 miały masę startową 212 ton i w wersji A330-300 zasięg 7400 km, krótszy od konkurencyjnych na rynku szerokokadłubowych dwusilnikowych samolotów Boeinga oznaczonych 767-300ER o zasięgu 9000 km i 777-200ER o zasięgu 13 000 km. A330 mógł latać zaledwie przez Atlantyk. A340-300 był samolotem dalekodystansowym o zasięgu 13 000 km oraz mieścił ponad 300 pasażerów, ale z powodu zmiany przepisów ETOPS, które umożliwiły wykonywanie lotów długodystansowych przez samoloty dwusilnikowe oraz otwarcie przestrzeni powietrznej nad dawnym ZSRR stał się nieekonomiczny. W 1998 roku dostarczono do Korean Air pierwszy egzemplarz nowej wersji A330-200 z masą startową zwiększoną do 230 ton oraz zasięgiem ponad 11 000 km, zabierający ok. 240 pasażerów. Krótsza odmiana jest o 5 metrów krótsza, żeby poprawić jej stabilność statecznik pionowy jest o 60 cm wyższy. A330-200 zabierając 50 pasażerów mniej niż A340 mógł obsługiwać te same trasy będąc przy tym tańszy w eksploatacji, dzięki czemu Airbus szybko zaczął zdobywać rynek samolotów szerokokadłubowych zdominowany przez producentów amerykańskich. Równolegle w 1998 do sprzedaży trafił A330-300 ze zwiększoną do 230 ton masą startową i zasięgiem 10 400 km. W latach 1999–2008 popularniejsza była wersja A330-200, ale od 2010 najlepiej sprzedającym się szerokokadłubowcem w historii koncernu został A330-300, do 2018 roku Airbus sprzedał 787 szt. w tej wersji.
Airbus A330-200 o zasięgu 13 430 km może pokonywać trasy długodystansowe, np. Toronto – Frankfurt (Air Canada), czy też średniodystansowe jak np. Abu Dhabi – Manchester (Etihad Airways). Wersje modelowe 201 do 203 wyposażono w silniki General Electric CF6-80E1, 222 do 223 w Pratt & Whitney PW4000 lub 243 z Rolls-Royce Trent 700.
1 kwietnia 2015 producent uzyskał certyfikat EASA dla A330-300 o zwiększonej z 235 do 242 ton maksymalnej masie startowej, jego zasięg wzrósł do 11 300 km, przy 2% niższym zużyciu paliwa. 9 września 2015 certyfikat otrzymał A330-200 o masie 242 ton, zasięg wersji wzrósł o 650 km do 13 400 km lub 15 godzin lotu. Nowe wersje wypełniły lukę po wycofaniu się z produkcji modelu A340 oraz stały się bazą do stworzenia zmodernizowanej wersji neo (new engine option). W 2018 roku dostawy A330 znacznie spadły. Airbus rozpoczął produkcję seryjną A330neo oraz napotkał na problem ze zbyciem starszej generacji A330ceo. Z powodów problemów finansowych chińskiej HNA Group sześć samolotów dla trzech chińskich odbiorców oczekiwało na dostarczenie z braku przedpłat, a dalsza produkcja była zagrożona. W 2019 roku zakończy się produkcja wersji -200 i -300 (z wyjątkiem wersji towarowej -200F i wojskowych -200 MRTT).

## A330neo
14 lipca 2014 na Farnborough International Airshow 2014 Airbus uruchomił program A330neo (new engine option) oferowanego wyłącznie z silnikami Rolls-Royce Trent 7000. Dzięki nowym wingletom z tworzywa sztucznego wzmocnionym włóknem węglowym (CFRP) i silnikom RR, zużycie paliwa zmniejszono o 11% w porównaniu do oryginalnych A330. Rozpiętość skrzydeł nowej wersji wzrosła z 60,3 do 64 metrów, dzięki zastosowaniu nowych kompozytowych wingletów, takich jak stosowanych na Airbus A350 XWB. A330-800neo o długości 58,82 m mieszczący 257 pasażerów w układzie trójklasowym zastąpił A330-200, natomiast A330-300 zastąpiony został przez A330-900neo (oznaczenie kodu silnika A330-941) o długości 63,66 m i pojemności 287 osób. Długość kadłuba pozostała niezmieniona, ale dzięki zmianom w kabinie pojemność wzrośnie o 6-10 miejsc w konfiguracji 2-3 klasowej. W związku z wprowadzeniem A330neo, który ma konkurować z 787-8 producent zrezygnował z uruchomienia produkcji krótkiej wersji A350-800 o długości 60,54 m.
Ponieważ samolot miał mniejszy potencjał sprzedażowy od 787 lub A350 producenci silników turbowentylatorowych negocjowali wyłączność dla wersji A330neo. Airbus wybrał silnik Trent 7000 produkcji Rolls-Royce plc, będący rozwinięciem Rolls-Royce Trent 1000 – jednej z dwóch jednostek dostępnych na Boeing 787. Do marca 2014 prowadzono też negocjacje z GE Aviation z silnikiem na bazie General Electric GEnx-1A oraz Pratt & Whitney. Podobna sytuacja miała miejsce w czerwcu 1997 roku, kiedy Airbus i Rolls-Royce porozumieli się ws. modernizacji modelu A340 do wersji A340-500/600 wyposażonej wyłącznie w silniki Trent 500. Także Airbus A350 oferowany jest wyłącznie z Rolls-Royce Trent XWB.
Montaż końcowy pierwszego A330-900neo rozpoczęto w październiku 2016 roku. W grudniu 2016 gotowy był pierwszy prototyp w kompletnym malowaniu, pozbawiony jednak silników. W lutym 2017 ukończono drugi egzemplarz testowy A330-900 #F-WTTE, który także oczekiwał na jednostki napędowe. Pierwotnie producent zaplanował wprowadzenie do służby wersji A330-900 pod koniec 2017, a -800 w 2018 roku. Wejście do służby nowej wersji opóźniono do połowy 2018 roku z powodu prac nad silnikiem. Opóźnienia w rozwoju silnika Trent 7000 uniemożliwiły rozpoczęcie testów i certyfikacji w 2016 roku. 19 października 2017 roku A330-900neo MSN1795/#F-WTTN wykonał pierwszy lot. W fazie testów i certyfikacji wzięły udział dwa samoloty testowe. Silnik Trent 7000 uzyskał certyfikat 20 lipca 2018 roku. Dla poprawy osiągów samolotu w 2017 roku Airbus rozpoczął prace nad zwiększeniem maksymalnej masy startowej A330-900 z 242 do 251 ton. Pozwoli to na zwiększenie zasięgu z 12 130 km do blisko 13 000 km. Ma to pozwolić na oferowanie lotów przez Pacyfik i zbliżyć się do konkurencyjnego Boeinga 787-9 o zasięgu 14 140 km.
Montaż pierwszego A330-800neo rozpoczęto pod koniec listopada 2017. Prototyp o nr seryjnym MSN1888 zaprezentowano 5 lutego 2018. Od 2016 roku Airbus dysponował tylko jednym zamówieniem na sześć sztuk A330-800neo dla Hawaiian Airlines, które anulowały je w lutym 2018 na rzecz Boeingów 787-9. 15 października 2018 roku pozyskano jedyne potwierdzone zamówienie na osiem A330-800neo dla Kuwait Airways. Według Boienga projekt A330neo był skazany na porażkę, bo większość linii wybiera Dreamlinera lub A350 XWB, a rynek na średnie samoloty dalekiego zasięgu do połączeń bezpośrednich jest nasycony przez 787-8 na które popyt skończył się w 2008, od kiedy lepiej sprzedawały się większe 787-9 i A330-300.

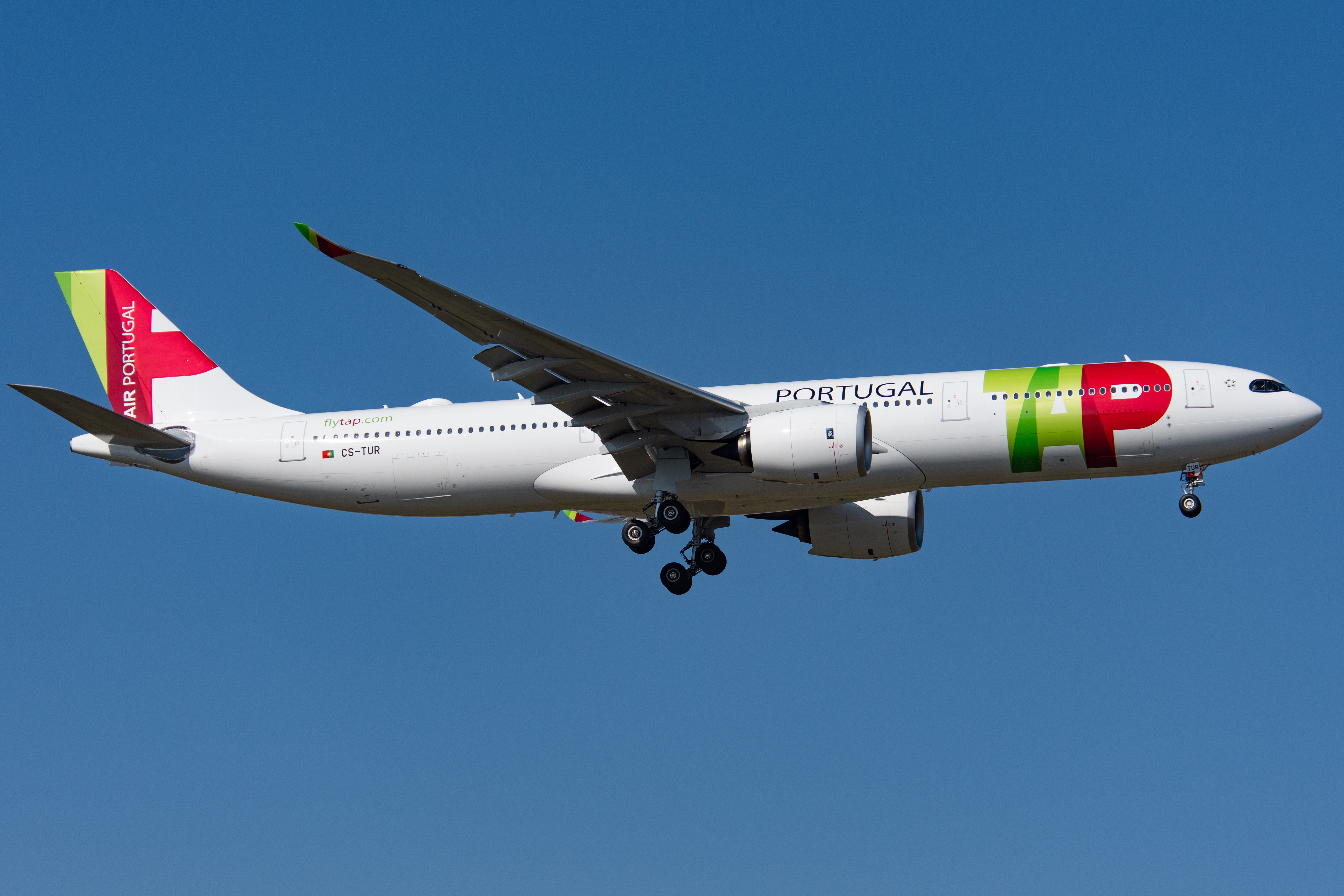
Airbus A330-900neo w barwach jego pierwszego użytkownika – portugalskich linii TAP Portugal

Nabywcami A330neo są użytkownicy starszych wersji A330ceo (A330–200 i A330–300), którzy wybrali bardziej efektywne kosztowo A330–900neo kosztem większego zasięgu A330–800neo. Rynek użytkowników A330 w 2017 roku liczył ponad 100 przewoźników. Linie Air Berlin i Transaero przestały istnieć przed rozpoczęciem produkcji samolotu. W 2018 roku Airbus stracił zamówienie na 28 szt. A330-900 i 8 A330-200 dla Iran Air z powodu sankcji nałożonych przez USA, co skutkowało skurczeniem się portfela zamówień na A330ceo do 78 szt. oraz A330neo do 186 szt. Z powodu braku dostatecznego wolumenu zamówień Airbus ograniczył od 2016 tempo produkcji A330 z dziewięciu do 5-6 szt. miesięcznie W 2019 produkcję ograniczono z 60 do 50 szt. rocznie lub 4-5 szt. miesięcznie. Przed rozpoczęciem dostaw zamówienia na A330–900neo oprócz czterech firm leasingowych złożyły linie AirAsia X (100 szt.), Delta Air Lines (35 szt.), TAP Portugal (10 szt. plus 10 szt. w leasingu), Garuda Indonesia (14 szt.), Azul (5 szt.), WOW air (4 szt.), Middle East Airlines (4 szt.), Aircalin (2 szt.), Air Sénégal (2 szt.), Arkia (2 szt.), RwandAir (2 szt. w leasingu) i nieujawniony odbiorca (6 szt.). 14 lutego 2019 roku program zyskał zamówienie na 40 szt. A330-900neo, które wraz z 30 szt. A350-900 pochodziły z konwersji anulowanych Airbus A380.
Pierwszym nabywcą samolotu były Delta Air Lines, ale pierwszym użytkownikiem samolotu będą linie TAP Portugal, które zamieniły zamówione A350-800 na A330-900. 15 maja 2018 oblatano pierwszy seryjny A330-900 dla TAP MSN1819/#CS-TUA. Pierwszy A330neo przekazano TAP 26 listopada 2018.

## A330-200F
Model towarowy A330-200F w lecie 2006 zastąpił w ofercie Airbusa A300-600F, samolot różni się wizualnie od pozostałych A330 wystającym z kadłuba schowkiem przedniej goleni podwozia. Zmiana była konieczna, aby ułatwić załadunek poprzez uniesienie pokładu, ponieważ rodzina A330/A340 ma pokład pochylony do przodu. Pierwszy egzemplarz oblatano 5 listopada 2009, a dostawy rozpoczęto w 2010 roku. W lutym 2012 uruchomiono program A330P2F (Passenger-to-Freighter), który oferuje możliwość konwersji samolotów pasażerskich na Cargo. A330-300P2F oblatano w październiku 2017, w listopadzie 2017 uzyskał dodatkowy certyfikat typu EASA, a pierwszym użytkownikiem zostało DHL Aviation pod koniec 2017 roku. W sierpniu 2018 dostarczono pierwszego A330-200P2F do EgyptAir Cargo.

## A330-700L Beluga XL

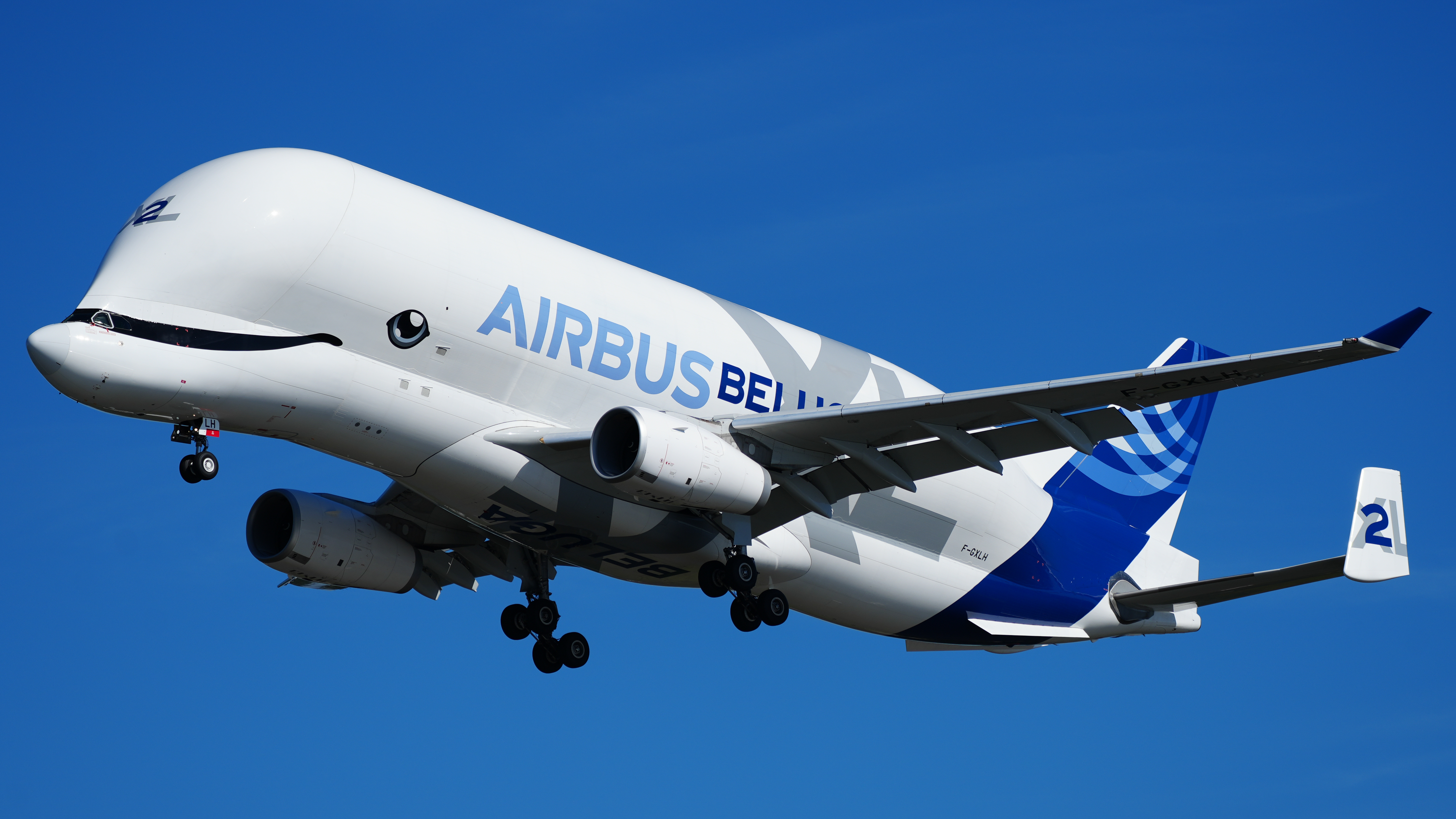
A330-700L Beluga XL

W listopadzie 2014 roku Airbus uruchomił program opracowania następcy dla 20-letnich Airbus Beluga A300-600ST – wielkogabarytowych transportowców do transportu m.in. kadłubów samolotów A320. Fazę koncepcyjną zakończono we wrześniu 2015 roku. Do napędu pięciu nowych samolotów oznaczonych A330-743L na bazie A330-200F wybrano silniki RR Trent 700. Pierwszy egzemplarz wytoczono z linii montażowej w styczniu 2018 roku.
Kompletny samolot w malowaniu inspirowanym białuchą zaprezentowano 28 czerwca 2018. 19 lipca 2018 roku samolot wykonał pierwszy lot z lotniska w Tuluzie. Wydarzenie zbiegło się z trwającym w Wielkiej Brytanii 2018 Farnborough International Airshow.

## A330 MRTT
Airbus Defence and Space oferuje wojskową wersję transportowo-tankującą Airbus A330-200 MRTT zakupioną dla sił zbrojnych takich krajów jak Australia, Wielka Brytania czy Francja. Swój pierwszy lot wykonał 15 czerwca 2007. Samolot opracowano w latach 2006–2010 w odpowiedzi na zainteresowanie USA. W wersji amerykańskiej miał nosić oznaczenie Northrop Grumman KC-45A.

## Wypadki
- 30 czerwca 1994 krótko po starcie z lotniska przyfabrycznego w Tuluzie do lotu w celu przetestowania autopilota przed certyfikacją do kategorii CAT III rozbił się A330-300, na pokładzie zginęło siedem osób[43].

- 24 lipca 2001 Tamilskie Tygrysy zniszczyły dwa zaparkowane A330-200 linii SriLankan Airlines[44].

- 24 sierpnia 2001 miało miejsce awaryjne lądowanie lotu Air Transat 236 samolotu Airbus A330-200 w bazie lotniczej Lajes na wyspie Terceira. Z 306 osób znajdujących się na pokładzie 18 zostało rannych, nikt nie zginął.

- W nocy z 31 maja na 1 czerwca 2009 roku miała miejsce katastrofa samolotu Airbus A330-200 linii Air France (nr lotu AF447) lecącego z Rio de Janeiro do Paryża z 228 osobami na pokładzie. Miała ona miejsce nad Atlantykiem około 650 km na północ od archipelagu Fernando de Noronha. Autopilot wyłączył się automatycznie z braku odczytu prędkości. Drugi i trzeci pilot popełnili błędy nie budząc kapitana w krytycznej sytuacji oraz nie stosując procedury w sytuacji braku wiarygodnych odczytów przyrządów. Trzeci pilot sterujący maszyną ręcznie doprowadził do przeciągnięcia poprzez długotrwałe wznoszenie bez zwiększenia prędkości – nikt nie przeżył tej katastrofy. Była to pierwsza katastrofa tego modelu z udziałem pasażerów w służbie komercyjnej.
- 12 maja 2010 o godz. 6:10 w okolicach lotniska w Tripolisie w Libii miała miejsce katastrofa samolotu Airbus A330-202 linii Afriqiyah Airways[45], zginęły 103 ze 104 osób. Samolot rozbił się podczas odejścia po nieudanym podejściu do lądowania, w początkowej fazie samolotem dowodził drugi pilot. Z braku widoczności pasa dowódca przerwał podejście, jednak w trakcie odejścia, prawdopodobnie pod wpływem iluzji zmysłów, działania obu pilotów doprowadziły do lotu zniżającego. Fatalna współpraca członków załogi, skupienie się na prędkości, błędna reakcja na ostrzeżenia o zniżaniu, a następnie zbyt późna reakcja kapitana, który odebrał kontrolę pierwszemu oficerowi bez jego powiadomienia, a który wcześniej zorientował się w sytuacji, ale nie mógł sterować samolotem. Doprowadziło to w konsekwencji do zderzenia się z ziemią.

## Dostawy
Największymi odbiorcami pierwszej generacji samolotu do lipca 2018 były linie: China Eastern Airlines (62 szt.), Air China (56), Cathay Pacific (49), China Southern Airlines (48), Turkish Airlines (45), Northwest Airlines (32), Qatar Airways (31), Korean Air (30), Malaysia Airlines (29), Emirates (28), Thai Airways International (27), Etihad Airways (25), US Airways (24), Iberia (23), Philippine Airlines (23), AirAsia X (20), Garuda Indonesia (20), Qantas (20) i firmy leasingowe: ILFC (98 szt.), CIT Leasing (51), GECAS (33), International Airfinance Corporation (25), Intrepid Aviation Group (20) oraz odbiorcy rządowi i siły zbrojne lub (47).
Samoloty A330 użytkuje ponad 120 linii lotniczych. Największymi użytkownikami samolotu w 2016 roku były linie: Turkish Airlines (64), Air China (56), China Eastern Airlines (54), Delta Air Lines (42), China Southern Airlines (39), Cathay Pacific (38), Qatar Airways (34), AirAsia X (30), Etihad Airways (29), Korean Air (29), Qantas (28), American Airlines (24), China Airlines (24), Garuda Indonesia (24), Singapore Airlines (23).
| Wersja    | Suma  | 2018 | 2017 | 2016 | 2015 | 2014 | 2013 | 2012 | 2011 | 2010 | 2009 | 2008 | 2007 | 2006 | 2005 | 2004 | 2003 | 2002 | 2001 | 2000 | 1999 | 1998 | 1997 | 1996 | 1995 | 1994 | 1993 |
| --------- | ----- | ---- | ---- | ---- | ---- | ---- | ---- | ---- | ---- | ---- | ---- | ---- | ---- | ---- | ---- | ---- | ---- | ---- | ---- | ---- | ---- | ---- | ---- | ---- | ---- | ---- | ---- |
| A330-200  | 633   | 14   | 16   | 21   | 30   | 28   | 43   | 37   | 40   | 32   | 38   | 49   | 42   | 39   | 29   | 25   | 19   | 36   | 16   | 27   | 40   | 12   |      |      |      |      |      |
| A330-200F | 38    | 0    | 2    | 3    | 3    | 5    | 8    | 8    | 4    | 5    |      |      |      |      |      |      |      |      |      |      |      |      |      |      |      |      |      |
| A330-300  | 765   | 32   | 49   | 42   | 70   | 75   | 57   | 56   | 43   | 50   | 38   | 23   | 26   | 23   | 27   | 22   | 12   | 6    | 19   | 16   | 4    | 11   | 14   | 10   | 30   | 9    | 1    |
| A330-800  | 0     |      |      |      |      |      |      |      |      |      |      |      |      |      |      |      |      |      |      |      |      |      |      |      |      |      |      |
| A330-900  | 3     | 3    |      |      |      |      |      |      |      |      |      |      |      |      |      |      |      |      |      |      |      |      |      |      |      |      |      |
| Suma      | 1 439 | 49   | 67   | 66   | 103  | 108  | 108  | 101  | 87   | 87   | 76   | 72   | 68   | 62   | 56   | 47   | 31   | 42   | 35   | 43   | 44   | 23   | 14   | 10   | 30   | 9    | 1    |

## Galeria

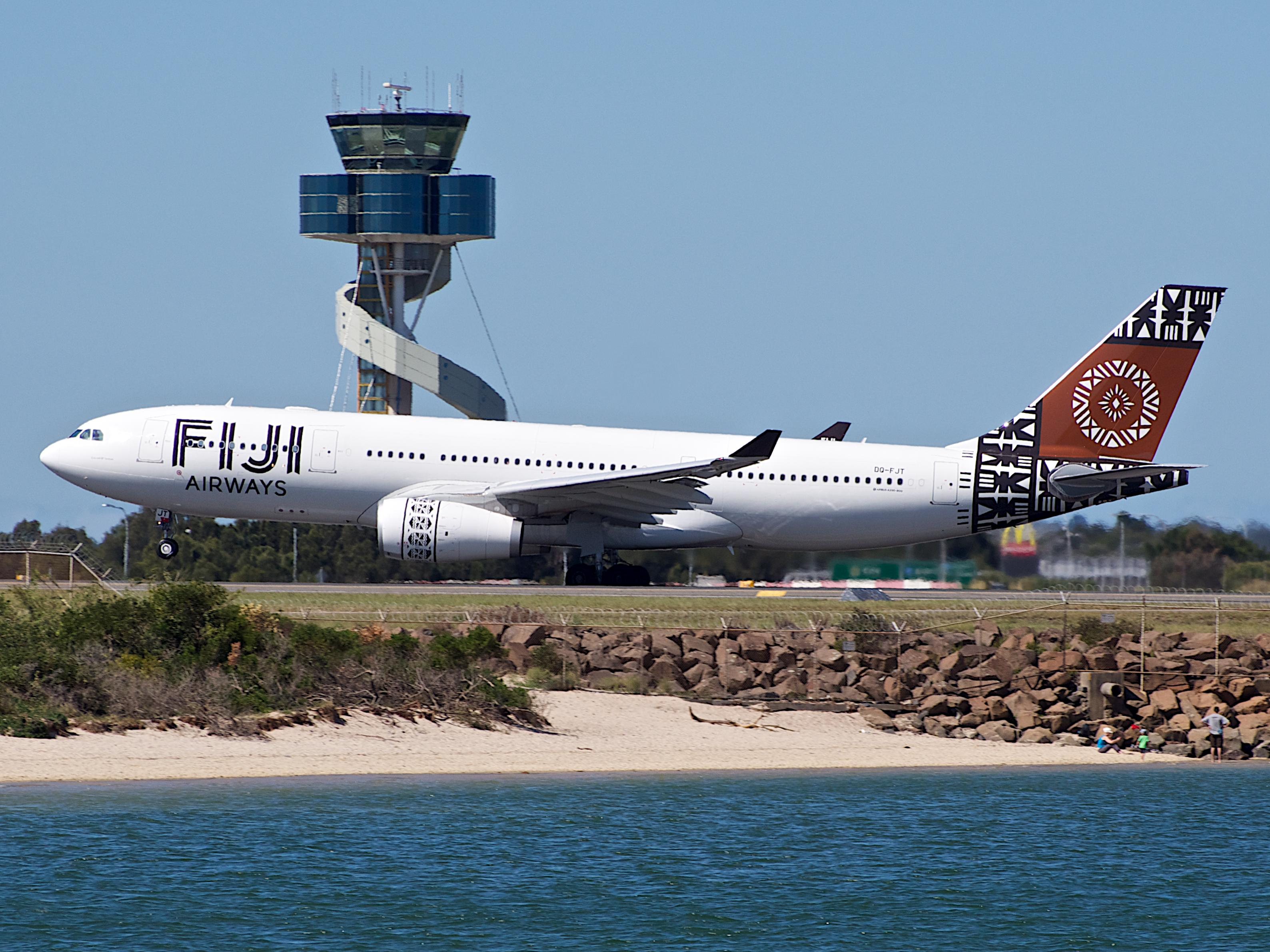
Airbus A330-243 w barwach Fiji Airways startujący z Portu lotniczego Sydney
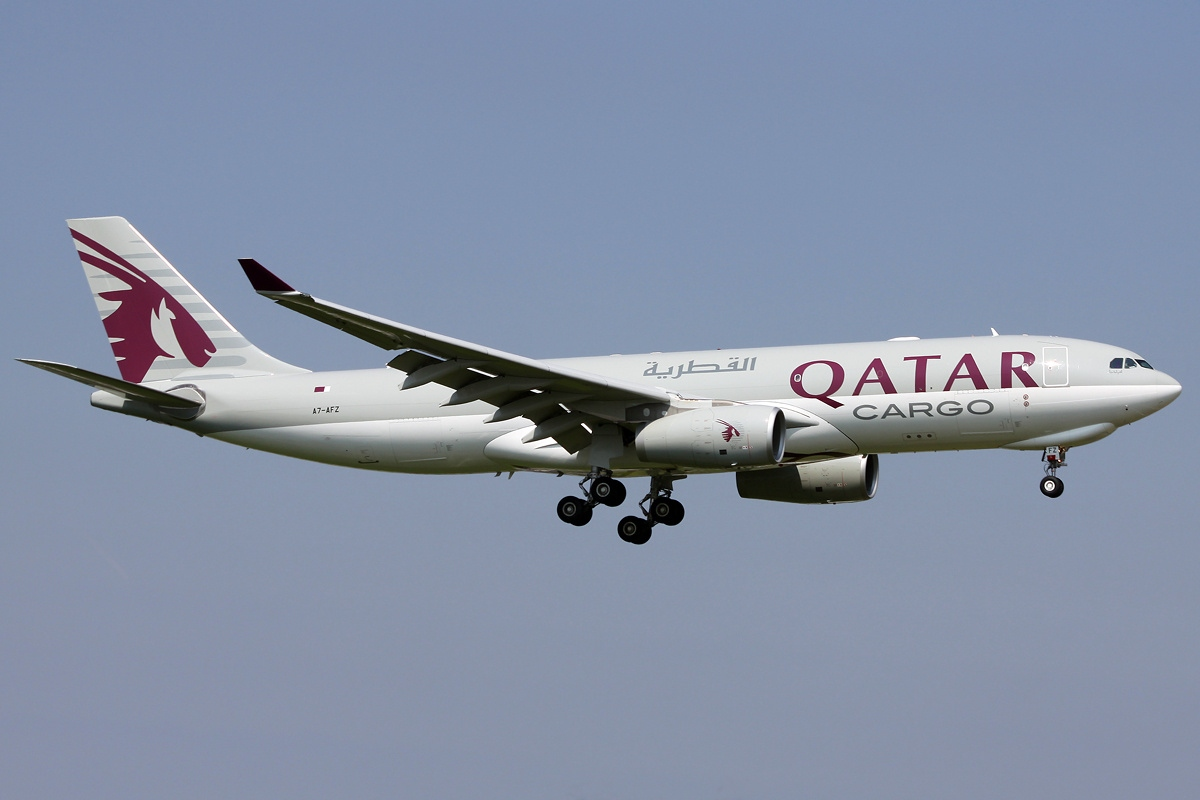
Airbus A330-243F w barwach linii Qatar Airways Cargo
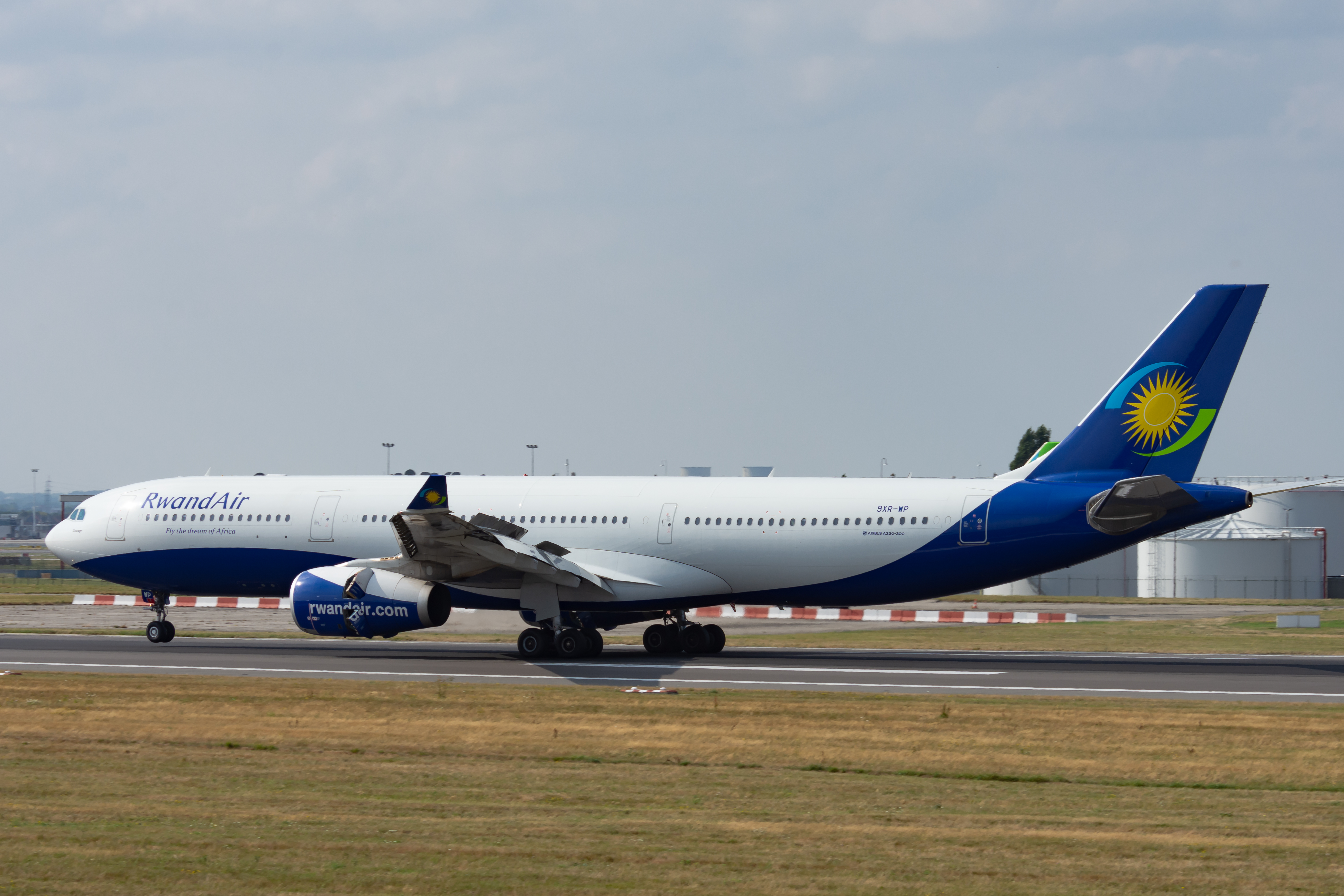
Airbus A330-343 linii RwandAir na płycie Portu lotniczego Bruksela
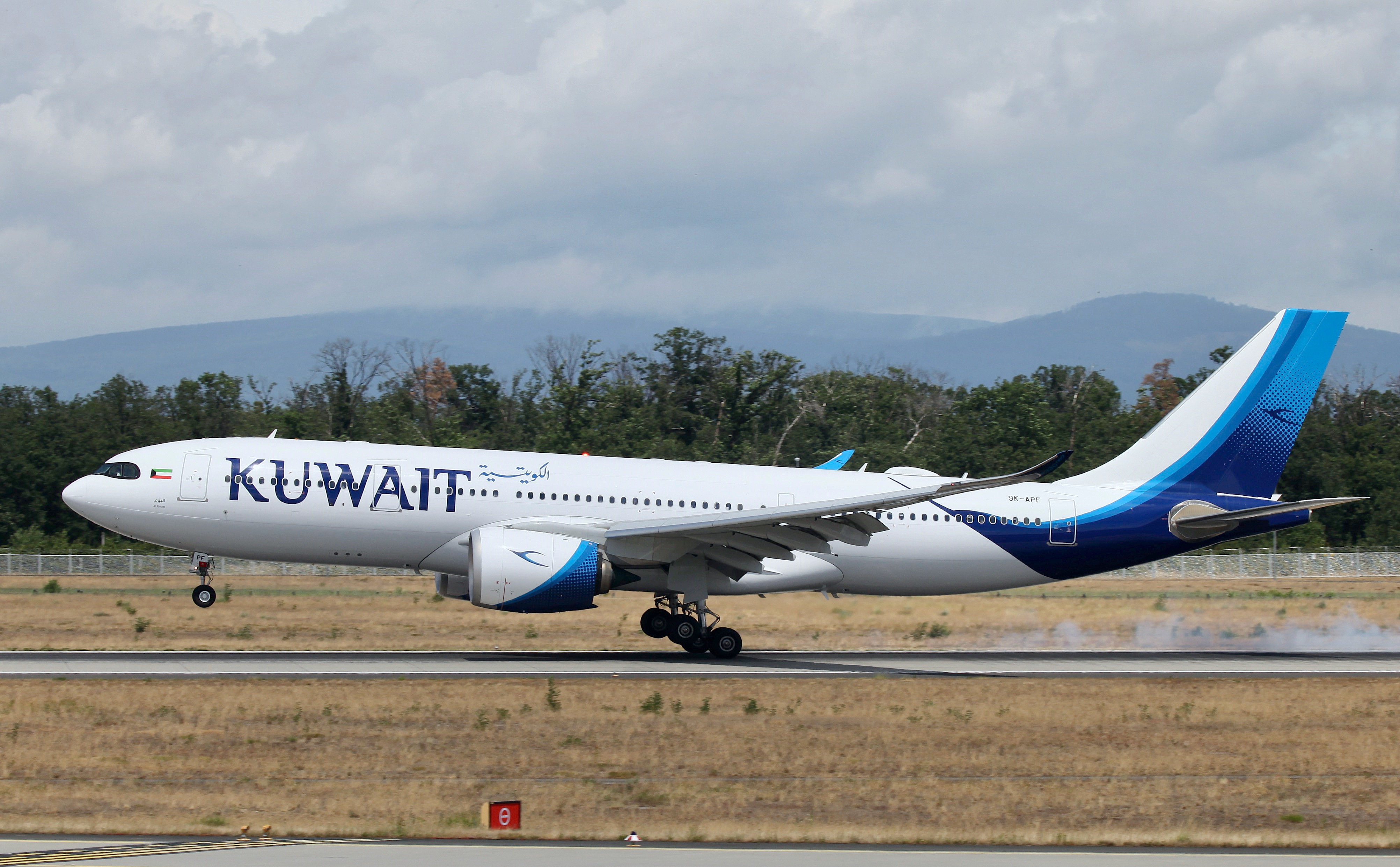
Airbus A330-841 linii Kuwait Airways startujący z Portu lotniczego Frankfurt
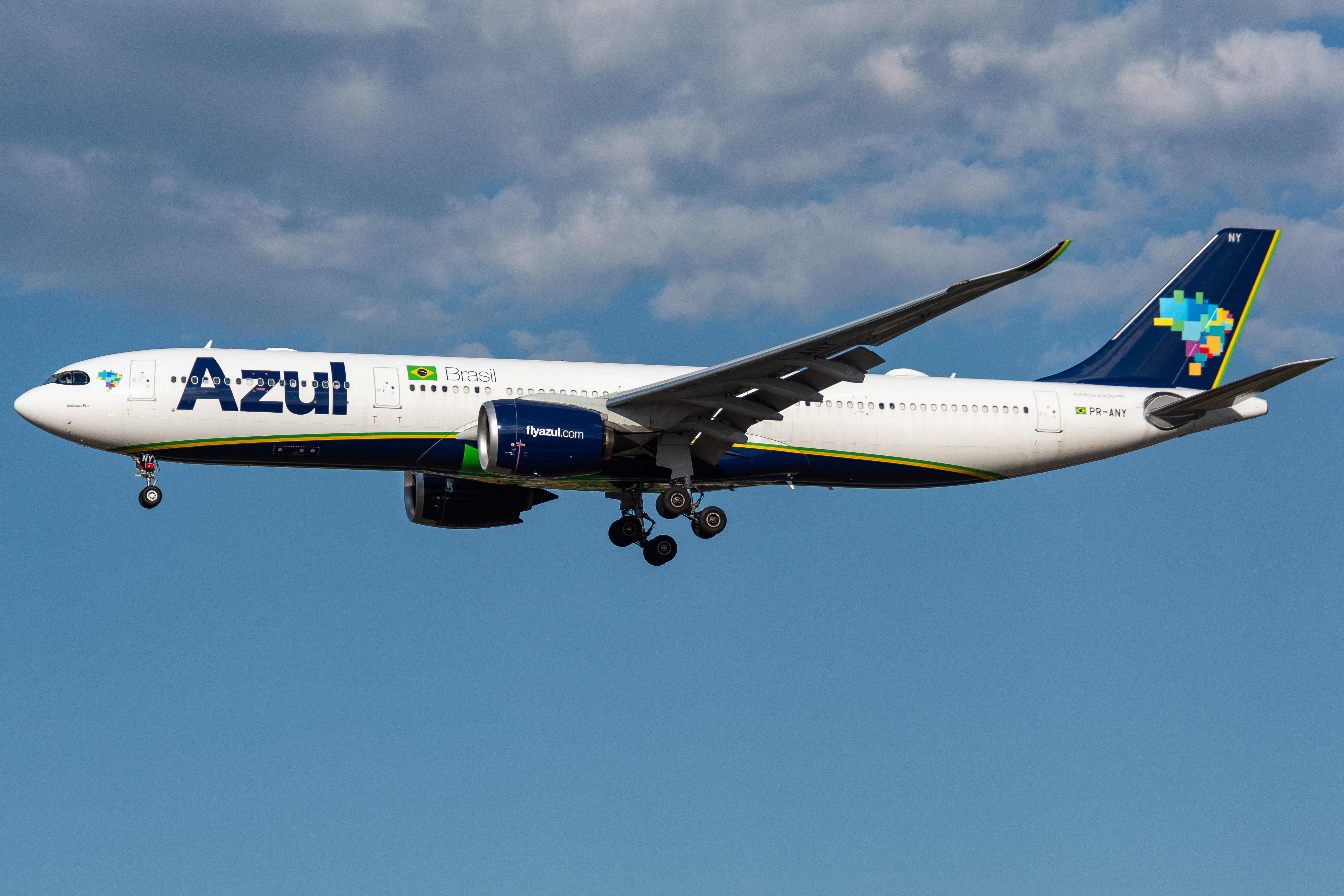
Airbus A330-941 w barwach linii Azul Linhas Aéreas